# Emmerik Høegh-Guldberg
Emmerich "Emmerik" Lucian Høegh-Guldberg (4. maj 1807 i Aarhus – 31. maj 1881 sammesteds) var en dansk maler.
Emmerik Høegh-Guldberg var egentlig tiltænkt at skulle vare gået militærvejen som faren, Julius Høegh-Guldberg og var 1819-26 artillerikadet, men kom til København og valgte Kunstakademiet, hvor han blev optaget 1828 som elev af C.A. Lorentzen. Ligesom sin lærer, og senere svigerfar, Christian David Gebauer, dyrkede Høegh-Guldberg fortrinsvist dyremaleriet. Høegh-Guldberg raderede en del, men har især høstet anerkendelse for sin undervisning i Aarhus. 
Han blev 1829 timelærer i skrivning og tegning ved Aarhus Katedralskole (1839-53 tillige ved Realskolen), 1859 adjunkt og fik 1874 afsked, men fungerede som timelærer til 1879. Han var 1831-79 forstander for Prins Frederik Ferdinands Tegneskole, grundlagde 1840 en kunstudstilling i Aarhus og var en tid inspektør ved Kunstmuseet sammesteds. Han blev 1853 Dannebrogsmand og 1874 Ridder af Dannebrog.
Høegh-Guldberg fik en varig betydning for flere talentfulde elever, heriblandt Vilhelm Dahlerup.
I 1829 blev Høegh-Guldberg malet af sin ungdomsven Christen Købke (ARoS Aarhus Kunstmuseum).

## Ekstern henvisning og kilde
- Emmerik Høegh-Guldberg på Kunstindeks Danmark/Weilbachs Kunstnerleksikon